# Pržine (Republika Serbska)
Pržine (cyr. Пржине) – wieś w Bośni i Hercegowinie, w Republice Serbskiej, w gminie Gacko. W 2013 roku liczyła 35 mieszkańców.